# I gränslandet
I gränslandet är ett studioalbum av Sonja Aldén från 2012.

## Låtlista
1. Innan jag släcker lampan
2. Lilla evighet
3. Närmre
4. I din himmel
5. Ljusa ögonblick
6. En stund om dagen
7. I kärlekens land
8. Våga
9. Ödet i din hand
10. Ditt sista ord
11. Kärlekens lov
12. Ett strävsamt gammalt par

## Medverkande
- Sonja Aldén - sångare
- Henrik Wikström - musiker
- Amir Aly - musiker
- Peter Boström - musiker

## Listplaceringar
| Lista (2012) | Topplacering |
| ------------ | ------------ |
| Sverige      | 12           |

### Fotnoter
1. ↑  ”I gränslandet”. Ginza musik. 27 februari 2012. Arkiverad från originalet den 1 februari 2014. https://web.archive.org/web/20140201233741/http://www.ginza.se/product/alden-sonja/i-granslandet-2012/156687/. Läst 30 januari 2014.
2. ↑  ”I gränslandet”. Svensk mediedatabas. 27 februari 2012. http://smdb.kb.se/catalog/id/002791037. Läst 28 juli 2012.
3. ↑  ”I gränslandet”. Hitparad. 27 februari 2012. http://www.hitparad.se/showitem.asp?interpret=Sonja+Ald%E9n&titel=I+gr%E4nslandet&cat=a. Läst 28 juli 2012.